# Věž (okres Havlíčkův Brod)
Věž (německy Wiesch) je obec v okrese Havlíčkův Brod v Kraji Vysočina. Žije zde 806 obyvatel. 

## Historie
První písemná zmínka o obci pochází z roku 1404.
Dne 25. dubna 2018 bylo schváleno usnesením výboru pro vědu, vzdělání, kulturu, mládež a tělovýchovu udělení znaku a vlajky obce.

## Památky
- Zámek Věž s kaplí sv. Jana Nepomuckého a parkem, chráněný jako kulturní památka, se nalézá ve středu obce.[6] Od roku 1958 je využíván jako domov důchodců.
- Památník obětem 1. světové války, pomník je umístěn na návsi a jsou na něm jména 19 obětí této války.[7]
- Památník obětem 2. světové války, místní část Jedouchov (Hurtův Háj), kulturní památka. Pomník je umístěn na místě, kde dne 6. května 1945 nacisté zabili sedm českých občanů.[7][8]
- Památník obětem 2. světové války, padlým vojákům rumunské 19. pěší divize.[7][9]

## Doprava
Obcí prochází silnice I/34.

## Ubytování a restaurace
V nedaleké blízkosti se nachází rekreační oblast Kachlička s rybníkem a autokempem.

## Obyvatelstvo
| Rok            | 1869 | 1880 | 1890 | 1900 | 1910 | 1921 | 1930 | 1950 | 1961 | 1970 | 1980 | 1991 | 2001 | 2006 | 2014 | 2020 | 2021 |
| Počet obyvatel | 1387 | 1374 | 1365 | 1288 | 1224 | 1184 | 1076 | 861  | 936  | 905  | 823  | 738  | 746  | 796  | 825  | 798  | 824  |

## Školství
- Základní škola a Mateřská škola Věž

## Pamětihodnosti
- Zámek Věž, na návsi, přestavěn z původní tvrze

## Části obce
- Věž
- Jedouchov
- Leština
- Mozerov
- Skála

## Osobnosti
- Pavel Laška (1907–1983), malíř
- Zdeněk (Fenek) Steiner, bubeník